# 1991 EN2
1991 EN2 är en asteroid i huvudbältet som upptäcktes den 11 mars 1991 av den belgiske astronomen Henri Debehogne vid La Silla-observatoriet.
Den har en diameter på ungefär 7 kilometer och den tillhör asteroidgruppen Koronis.